# Éliane de Meuse
Éliane Georgette Diane de Meuse (Bruxelles, 9 agosto 1899 – Forest, 3 febbraio 1993) è stata una pittrice belga.

## Biografia
Éliane de Meuse comincia a disegnare all'età di 14 anni con, come prima guida artistica, Ketty Hope, moglie del pittore Victor Gilsoul. Frequenta la bottega di Guillaume Van Strydonck, cofondatore del circolo Groupe des XX e amico di James Ensor, e allo stesso tempo riceve i consigli dello scultore Marcel Rau (premio Roma belga - 1908).
Nel 1916, Éliane de Meuse decide di divenire pittrice. Entra all'Accademia reale delle belle arti di Bruxelles, dove studia disegno con Jean Delville (premio Roma belga - 1895) e pittura della natura con Herman Richir; durante queste ultime lezioni incontra il futuro marito, il pittore e disegnatore Max Van Dyck, che riceve il Gran Premio Roma belga nel 1920 all'età di 17 anni.
Nel 1921 riceve il Premio Godecharle creato nel 1881 da Napoleon Godecharle, figlio di Gilles-Lambert Godecharle, assegnato fino ad allora soltanto a pittori di sesso maschile.
Nella sua relazione al ministro, il presidente della giuria segnala le qualità stilistiche della composizione. La giuria, composta da Émile Claus, Albert Ciamberlani e Armand Rassenfosse, stabilisce all'unanimità e senza obiezioni che il quadro di Éliane de Meuse è meritevole dell'assegnazione del premio. Il presidente della giuria precisa: «Questa tela è, a tutti gli effetti, di gran lunga la migliore fra quelle presentate. Essa testimonia di un autentico temperamento pittorico. Il colore è solido, impregnato di gioventù e ingenua emozione. Infine, qualità rara, l'opera ha stile. È più di una promessa, la vita vi si imprime intensamente».
L'opera premiata, Daphnis e Chloé (225 × 180 cm), rappresenta due giovani teneramente abbracciati. Il titolo si ispira ad un romanzo pastorale omonimo attribuito all'autore greco Longus.
Non si sa se questa è stata una profezia: certamente, come fanno fede le critiche (non furono avare di elogi accogliendo con favore il suo ingresso nella vita delle arti) che, quindici anni dopo l'ottenimento del premio Godecharle, distinzione, all'epoca, ragguardevole secondo Paul Caso.
«Una rivelazione... una artista che rinnova l'impressionismo di Ensor e Rik Wouters, arricchendolo di nuovi apporti...». In questi termini lo scrittore e critico d'arte belga Charles Bernard, la voce più autorevole dell tempo, ha commentato la prima esposizione personale di Éliane de Meuse in un articolo apparso nella Nation Belge il 22 ottobre 1936. Parere condiviso da K. de Bergen quale rileva, esaminando le tele d'Eliane de Meuse, «... il lavoro del pittrice all'interno del colore stesso...», sottolinea che il «... colore ha una sua verità propria...» e ritiene inoltre che «... è alla vibrazione e non alla violenza del colore che si misura il dono del colorista», o ancora quello di Sander Pierron che commenta in questi termini l'esposizione al Circolo artistico di Anversa «... questa giovane artista è chiamata a un grande destino; il suo talento ha già raggiunto la maestria. È da Rik Wouters che nella nostra scuola contemporanea non si è più manifestato un talento a tal punto prestigioso. Éliane de Meuse è una colorista di razza; essa sa cogliere le nuances più infime, le armonizza come se si trattasse di accordi di note: in cui tutto è musica».
O ancora il parere di un certo L. J., secondo il quale si deve inserire «... Éliane de Meuse tra i pittori più sensibili, nella linea di Édouard Manet e Marcel Jefferys, tra i fattori di una pittura sapida e voluttuosa dove tutto si impregna di ciό che determina immediatamente docili riflessi. Tutto vi è espresso, in apparenza, di primo acchito, al modo degli esecutori privilegiati, che gli strumenti tra le dita, senza mai insistere, formulano brillantemente ciò che hanno da dire ispirati dalla natura...».

## Vita privata
È stata sposata con Max Constant Armand Van Dyck. Entrambi hanno seguito i corsi degli stessi insegnanti all'Accademia reale di belle arti di Bruxelles.

## Principali esposizioni personali
- 1936 : Palais de Beaux Arts di Bruxelles, Bruxelles (Belgio)
- 1936 : Circolo artistico di Anversa, Anversa (Belgio)
- 1981 : Galleria Rencontre, Bruxelles (Belgio)
- 1982 : Kelterhaus-Muffendorf, Bad Godesberg (Bonn, Germania)
- 1991 : Retrospettiva Éliane de Meuse, un'esposizione congiunta organizzata dalla città di Bruxelles e dalla banca Crédit Général[14], nella sala della milizia e nella sala ogivale dell'Hôtel de Ville alla Maison de La Louve, Grand-Place di Bruxelles (Belgio)

## Principali esposizioni collettive

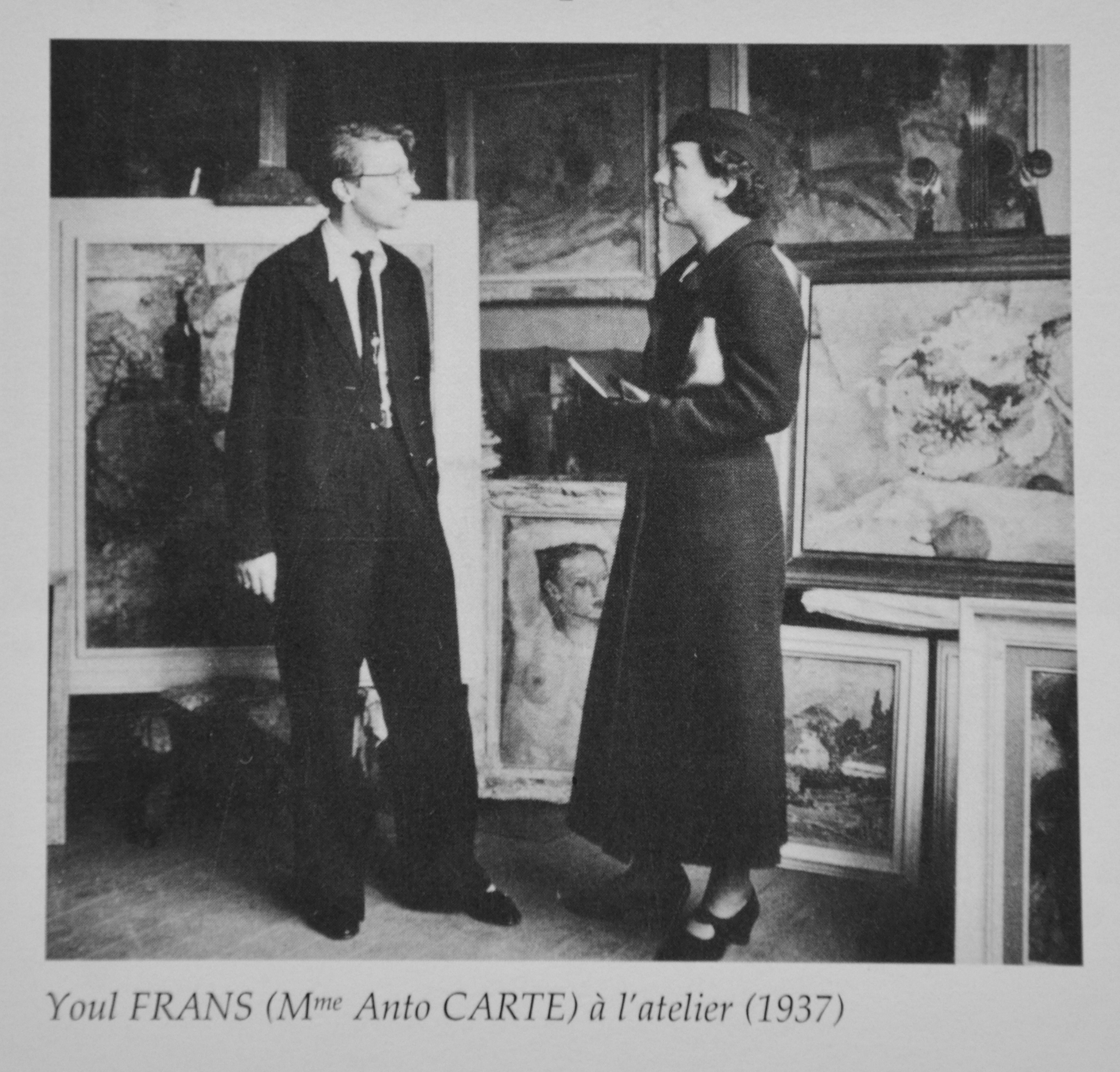
Eliane de Meuse nel suo studio in compagnia di Frans Youl, la moglie del pittore belga Anto Carte 1937.

- 1937 : Donne artiste d'Europa, galleria nazionale del Jeu de Paume Parigi (Francia)[15]
- 1937-1938 : L'arte belga, alla Fondazione Carnegie (Carnegie Museum of Art, Pittsburgh negli Stati Uniti)[16]
- 1939 : Esposizione del progresso sociale, galleria del palazzo del comune di Lille (Francia)
- 1996 : Il Fauvismo brabantino, Circolo artistico comunale di Waterloo (le scuderie, Waterloo (Belgio)[17]

## Opere
- Daphnis e Chloé, olio su tela, 225 x 180 cm) — premio Godecharle 1921
- Les dahlias blancs, olio su tela, ex collezione di Elisabetta di Baviera, Regina del Belgio
- Les pantoufles rouges, 1944,  e  , olio su tela, (71,5 × 80 cm), collezione del museo delle belle arti di Gand (msK), v. monografia Éliane de Meuse, Paul Caso, pag. 26, edizioni Prefilm, Bruxelles, 1991
- L'enfant, olio su pannello, (60 × 48 cm), collezione del museo delle belle arti di Tournai, catalogo di pitture e sculture del museo delle belle arti di Tournai, pag. 68 (n. 451) editrice Casterman S.A. Tournai JL 1494-5054 D. 1971, cfr. anche la monografia Eliane de Meuse, Paul Caso, pag. 21, edizioni Prefilm, Bruxelles, 1991
- Marianne (ritratto della nipote),, olio su tela, (81 x 61 cm), collezione del museo delle belle arti di Tournai, catalogo di pitture e sculture del museo delle belle arti di Tournai, pag. 68 (n. 453) editrice Casterman S.A. Tournai JL 1494-5054 D. 1971, cfr. anche la monografia Éliane de Meuse, Paul Caso, pag. 56, edizioni Prefilm, Bruxelles, 1991
- Bouquet de fleurs o Vase aux fleurs,  olio su tela, 72,5 x 60 cm), collezione del Ministero della cultura — Amministrazione delle belle arti, v. monografia Éliane de Meuse, Paul Caso, pag. 82, edizioni Prefilm, Bruxelles, 1991
- Bouquet, , olio su tela (60 × 50 cm), collezione del museo delle belle arti di Tournai, catalogo di pitture e sculture del museo delle belle arti di Tournai, pag. 68 (n. 452) editrice Casterman S.A. Tournai JL 1494-5054 D. 1971
- Nu à contre-jour, circa 1920 olio su tela, 99,5 x 80 cm, collezione privata, riprodotta nel dizionario Paul Piron, volume 3, pag. 234
- Rêverie, 1932, olio su tela, (80 x 70 cm), cfr. opuscolo i concorsi Godecharle e monografia Éliane de Meuse, Paul Caso, pag. 52, edizioni Prefilm, Bruxelles, 1991
- Centaurées, olio su tela, (80 x 70 cm), acquisita nel gennaio 1992 nella collezione della CBC Banque & Assurance (ex Crédit Général). Questa tela, ripresa nel catalogo delle opere esposte nella galleria del Crédit Général sotto il n. 23, fu offerta dall'artista alla banca in ringraziamento del loro sostegno.
- Les pantoufles rouges o Intérieur, olio su tela, 61,5 x 60,5 cm), collezione della Comunità francese del Belgio, v. monografia Éliane de Meuse, Paul Caso, pag. 71, edizioni Prefilm, Bruxelles, 1991 e catalogo dell'esposizione Le fauvisme brabançon al Circolo Artistico Comunale di Waterloo (1996), opera esposta recante il n. 12, pag. 32